# Abydikos

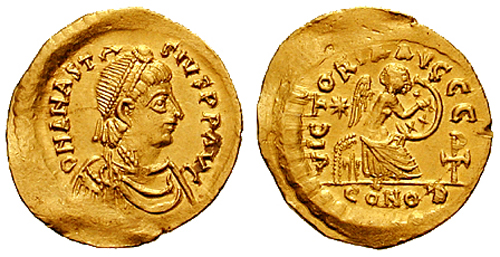
Semimissis-Anastase I-sb0007

Un abydikos (pluriel abydikoi) est dans l'Empire byzantin un fonctionnaire chargé de la navigation, et du contrôle du trafic maritime dans l'Hellespont. La fonction est attestée jusqu'au XIe siècle. Le nom est dérivé du port d'Abydos, à l'entrée du détroit des Dardanelles, où se trouvait la principale douane de l'Empire. Mais par extension, le titre est porté par les fonctionnaires des douanes impériales dans d'autres ports comme Thessalonique, ou Amisos. Rang militaire dans le personnel du drongaire de la flotte, abydikos était l'équivalent de komès. 
Les abydikoi contrôlaient les personnes et les marchandises dans les ports d'accueil des étrangers (Abydos, Thessalonique). Le commerce extérieur était réglementé : les marchands extérieurs à l'empire ne pouvaient par circuler et sortir des marchandises librement. 
L'exemple des Vénitiens, qui obtiennent le droit de commercer dans l'empire en 1082, en est une bonne illustration.